# Beat!Beat!Beat!
Beat!Beat!Beat!是一支来自德国北莱茵-威斯特法伦州的年轻的独立乐队。

## 乐队简介
Beat!Beat!Beat!乐队的成员在中学时期就已经结识，并且有着相同的音乐口味。经过一段时间的整合，最终由Joshua（主唱，吉他），Tim（贝斯），Moritz（吉他，合成器）和Marius（鼓）四人组成了Beat!Beat!Beat!乐队。乐队于2008年开始正式活动，2009年发行的EP受到了很好的评价，之后乐队在柏林录制了首张录音室专辑“Lightmares”，专辑于2010年10月22日开始发售，随后乐队开始巡演并出席了一些德国本土的音乐节。
这只新乐队一出道便收获了许多青少年的喜爱，并且名声也已传出德国，在英国甚至美国都有非常喜爱他们的歌迷。英国著名的音乐杂志NME曾将乐队评价为“Germany's answer to Foals”，但事实上Foals对于乐队的影响并不是非常大。
之前乐队成员Moritz与Marius曾与另一名鼓手Benedikt组成过一只乐队，名为Last Trip，当时Marius担任主唱与吉他手，Moritz担任贝斯手。Joshua也曾参与过Last Trip的活动。
非常受欢迎的Fireworks一曲在美国电视剧《Entourag》第八季的第四集中被用于背景音乐而出现。
2011年年底乐队将着手准备第二张专辑。同时在2011年以鼓手Marius为核心成立了另一只现场乐队，名为ROOSEVELT，Joshua也是这只新乐队的一员。2012年ROOSEVELT开始在德国，法国，英国等地进行一些小型现场演出以及DJ演出。（ROOSEVELT成员：Marius,Joshua,Jenny以及Lukas）

## 唱片目录

### 录音室专辑
- Lightmares （2010）

1. hard to cherish
2. we are waves
3. graveyard
4. you're designer
5. stars
6. too short to bide
7. bravery
8. fireworks
9. see it glisten
10. lightheavy rapture
11. 隐藏曲目：Pristine Heart

### EP
- Stars （2009）

1. stars
2. we are waves
3. fireworks
4. stars (the Cinematics shoegaze remix)
5. we are waves (laubér remix)